# Seznam představitelů Kojetic (okres Třebíč)
Seznam představitelů Kojetic je soupis všech starostů a předsedů místních národních výborů v obci Kojeticích od roku 1887.

## Starostové
- Antonín Durda v letech 1887–1915;
- František Chromý v letech 1915–1919;
- Antonín Baloun v letech 1919–1921;
- Karel Fučík v letech 1921–1923;
- Antonín Durda v letech 1923–1927;
- Antonín Vaníček v letech 1927–1929;
- Josef Chloupek v letech 1929–1931;
- Jaroslav Chromý v letech 1931–1938;
- Matěj Durda v letech 1938–1945;
- Evžen Tušer v letech 1945–1948;
- Karel Sedláček v letech 1948–1951;

## Předsedové místního národního výboru
- Antonín Kratochvíl v letech 1951–1952 (pozn. nemohl vykonávat z důvodu nemoci);
- František Svatoň od roku 1951 do voleb;
- Josef Brychta v letech 1952–1954;
- Antonín David letech 1954–1958;
- Alois Hanzal v letech 1958–1960;
- Bohumil Diviš v letech 1960–1964;
- Evžen Tušer v letech 1964–1971;
- Karel Čermák od roku 1971 do voleb;
- Antonín David v letech 1971–1975;
- Karel Čermák od roku 1975–1980 do voleb;

## Předsedové místního národního výboru sloučených obcí
V letech 1980 až 1990 byly sloučeny obce Kojetice (okres Třebíč), Mikulovice (okres Třebíč), Horní Újezd (okres Třebíč) a Vacenovice a sdílely jeden místní národní výbor.
- Jiřina Sedláčková (Horní Újezd) v letech 1980–1990 (pozn. nemohla vykonávat z důvodu nemoci);

## Starostové
- Miroslav Chňoupek v letech 1990–1992;
- Jan Šesták v letech 1992–2002;
- Miroslava Uhrová v letech 2002–9. května 2005;
- Vladimír Chromý v letech 2005 až doposud;